# Scea curvilimes
Scea curvilimes là một loài bướm đêm thuộc họ Notodontidae. Nó được tìm thấy ở Nam Mỹ, bao gồm và có thể giới hạn đến sườn phiáy của Andes ở Peru.